# Malvern, Iowa
Malvern är en ort i Mills County i delstaten Iowa, USA.